# Ambiente Italia
Ambiente Italia è stato un programma televisivo italiano di attualità relativo a tematiche ambientali, andato in onda il sabato alle ore 12:55 su Rai 3, in diretta dallo studio TV4 della sede Rai di Torino, dal 16 novembre 1990 al 28 maggio 2016.

## Il programma
Prodotto dalla Testata Giornalistica Regionale, è stata una trasmissione storica della Rai che si proponeva di descrivere lo stato ambientale dell'Italia mediante reportage, inchieste e collegamenti esterni.
Tra gli argomenti affrontati figuravano le denunce contro l'inquinamento, le iniziative per uno sviluppo sostenibile, la tutela di parchi e beni culturali, i danni causati dal dissesto idrogeologico.
Diverse le fasi che hanno caratterizzato la produzione, ideata da Leonardo Valente e Sergio Borsi a fine anni '80, dopo che una indagine del servizio opinioni della Rai individuò nell'ambiente uno degli interessi prioritari degli italiani (era fresca l'esperienza disastrosa della nube radioattiva di Chernobyl): rotocalco nel primo anno di vita (45' la durata con conduzione dallo studio Tv4 di Torino di Orlando Perera e Giovanna Maldotti e Daniele Cerrato in redazione), divenne poi una trasmissione vera e propria (un'ora, dalle 14.50 alle 15.50 del sabato su Rai3 nazionale) in diretta e itinerante per l'Italia nei successivi vent'anni, con la conduzione di Beppe Rovera; fu di nuovo una rubrica registrata con servizi e conduzione alternata da studio nell'ultimo anno, dall'ottobre 2015 al giugno 2016.
Riconosciuta da Aldo Grasso nella sua Enciclopedia della televisione italiana (edita da Garzanti) come "autentico prodotto di servizio pubblico", Ambiente Italia ha trattato tutte le emergenze italiane: dalle alluvioni ai terremoti, dai conflitti su rifiuti e gestione dei beni comuni, alle battaglie sui diritti negati. Tante le puntate dedicate alla qualità della vita, alle ricerche scientifiche, allo smog e ai cambiamenti climatici, così come le campagne a sostegno delle innovazioni in energia, in agricoltura, in edilizia, con la partecipazione anche di ministri, studiosi, sindaci e semplici cittadini.
Nella lunga "carriera" della trasmissione, anche una serie di "speciali", (2 ore e mezza di diretta la domenica mattina con collegamenti e servizi anche dall'estero), strettamente collegati a grandi mobilitazioni pubbliche.
Forte di una autonoma redazione, in seno a quella della sede di Torino, ha goduto dell'apporto sostanziale dei giornalisti delle sedi regionali.
Nella redazione "storica" di Ambiente Italia si ricordano gli inviati Lorenzo Gigli, Claudia Apostolo, Igor Staglianò e Alessia Mari.
Ridimensionata agli inizi del 2010 (con spostamento di orario dalle 14.50 alle 12.55, sempre del sabato), Ambiente Italia è stata definitivamente soppressa nel 2016 con l'assorbimento delle risorse umane e materiali nel tg scientifico Leonardo.
All'esperienza di Ambiente Italia è dedicato un libro, "Il paese com'è", scritto da Beppe Rovera nella ricorrenza dei primi dieci anni di vita del programma.

## Sigla
Dal 1990 al 2015 la sigla del programma era Here Comes the Sun del gruppo The Beatles, ma nell'ultimo anno di trasmissione la sigla musicale era la stessa del telegiornale.